# Зелецино
Зелецино́ — деревня в Кстовском районе Нижегородской области. Входит в состав Большемокринского сельсовета.
Деревня располагается на правом берегу реки Кудьмы.
В деревне родился Герой Советского Союза Сергей Палавин.